# Марк Ђирардели
Марк Ђирардели (Лустенау, 18. јул 1963) је бивши алпски скијаш, петоструки победник Светског купа у алпском скијању у укупном поретку, и освајач десет малих кристалних глобуса.
Ђирардели је почео да скија када је имао пет година а са седам година је почео да се такмичи. У почетку се такмичио за Аустрију, међутим 1976. због неслагања са начином тренирања узео је луксембуршко држављанство и такмичио се под заставом Луксембурга. Пласман међу прва три у некој трци Светског купа је остварио 1981. у Венгену у Швајцарској. После тога је био међу главним претендентима за највиши пласман у слалому и велеслалому.
Прву победу је остварио 1983. у Шведској, али је недуго после тога доживео и прву озбиљнију повреду када је покидао лигаменте левог колена. Упркос овој повреди наредне сезоне побеђује у пет слаломских трка и осваја треће место у укупном поретку.
Наредне сезоне Ђирардели побеђује у 11 трка и осваја велики кристални глобус. И наредне сезоне понавља исти успех. Након једног озбиљнијег пада у сезони 1989/90, када умало није остао непокретан, опоравља се и у сезони 1990/91. поново је најбољи у укупном поретку за Светски куп. Своју пету, уједно и рекордну, титулу осваја у сезони 1992/93. Овај рекорд још није надмашен. Укупно Ђирардели је победио на 46 трка и забележио је 100 пласмана међу прва три.
Последњи пут се такмичио у децембру 1996.

## Освојени кристални глобуси
| Сезона | Дисциплина  |
| ------ | ----------- |
| 1984.  | Слалом      |
| 1985.  | Укупно      |
| 1985.  | Слалом      |
| 1985.  | Велеслалом  |
| 1986.  | Укупно      |
| 1989.  | Укупно      |
| 1989.  | Спуст       |
| 1989.  | Комбинација |
| 1991.  | Укупно      |
| 1991.  | Слалом      |
| 1993.  | Укупно      |
| 1993.  | Комбинација |
| 1994.  | Спуст       |
| 1995.  | Комбинација |

## Победе у Светском купу
46 победа (3 у спусту, 9 у супервелеслалому, 7 у велеслалому, 16 у слалому и 11 у комбинацији)
| Сезона | Датум              | Место                                | Трка            |
| ------ | ------------------ | ------------------------------------ | --------------- |
| 1983.  | 27. јануар 1983.   | Јеливаре, Шведска                    | Слалом          |
| 1984.  | 16. јануар 1984.   | Парпан, Швајцарска                   | Слалом          |
| 1984.  | 22. јануар 1984.   | Кицбил, Аустрија                     | Слалом          |
| 1984.  | 15. фебруар 1984.  | Боровец, Бугарска                    | Слалом          |
| 1984.  | 18. март 1984.     | Оре, Шведска                         | Слалом          |
| 1984.  | 24. март 1984.     | Осло, Норвешка                       | Слалом          |
| 1985.  | 2. децембар 1984.  | Сестријере, Италија                  | Слалом          |
| 1985.  | 11. децембар 1984. | Велеслалом                           |                 |
| 1985.  | 17. децембар 1984. | Мадона ди Кампиљо, Италија           | Супервелеслалом |
| 1985.  | 4. јануар 1985.    | Бад Висе, Западна Немачка            | Слалом          |
| 1985.  | 13. јануар 1985.   | Кицбил, Аустрија                     | Слалом          |
| 1985.  | 21. јануар 1985.   | Венген, Швајцарска                   | Слалом          |
| 1985.  | 27. јануар 1985.   | Гармиш-Партенкирхен, Западна Немачка | Супервелеслалом |
| 1985.  | 16. фебруар 1985.  | Крањска Гора, Југославија            | Слалом          |
| 1985.  | 10. март 1985.     | Аспен, САД                           | Велеслалом      |
| 1985.  | 20. март 1985.     | Парк Сити, САД                       | Слалом          |
| 1985.  | 23. март 1985.     | Хевенли Вели, САД                    | Слалом          |
| 1986.  | 15. децембар 1985. | Алта Бадија, Италија                 | Комбинација     |
| 1986.  | 5. фебруар 1986.   | Кран-Монтана, Швајцарска             | Супервелеслалом |
| 1986.  | 7. фебруар 1986.   | Санкт Антон, Аустрија                | Комбинација     |
| 1987.  | 1. март 1987.      | Фурано, Јапан                        | Супервелеслалом |
| 1987.  | 15. март 1987.     | Калгари, Канада                      | Супервелеслалом |
| 1987.  | 22. март 1987.     | Сарајево, Југославија                | Велеслалом      |
| 1989.  | 6. децембар 1988.  | Сестријере, Италија                  | Слалом          |
| 1989.  | 17. децембар 1988. | Крањска Гора, Југославија            | Слалом          |
| 1989.  | 13. јануар 1989.   | Кицбил, Аустрија                     | Спуст           |
| 1989.  | 15. јануар 1989.   | Комбинација                          |                 |
| 1989.  | 17. јануар 1989.   | Аделбоден, Швајцарска                | Велеслалом      |
| 1989.  | 20. јануар 1989.   | Венген, Швајцарска                   | Спуст           |
| 1989.  | 21. јануар 1989.   | Спуст                                |                 |
| 1989.  | 22. јануар 1989.   | Комбинација                          |                 |
| 1989.  | 26. фебруар 1989.  | Вислер, Канада                       | Супервелеслалом |
| 1991.  | 13. јануар 1991.   | Кицбил, Аустрија                     | Слалом          |
| 1991.  | Комбинација        |                                      |                 |
| 1991.  | 15. јануар 1991.   | Аделбоден, Швајцарска                | Велеслалом      |
| 1992.  | 8. децембар 1991.  | Вал д'Изер, Француска                | Супервелеслалом |
| 1993.  | 13. децембар 1992. | Алта Бадија, Италија                 | Велеслалом      |
| 1993.  | 20. децембар 1992. | Крањска Гора, Словенија              | Велеслалом      |
| 1993.  | 10. јануар 1993.   | Гармиш-Партенкирхен, Немачка         | Комбинација     |
| 1993.  | 12. јануар 1993.   | Санкт Антон, Аустрија                | Супервелеслалом |
| 1993.  | 17. јануар 1993.   | Комбинација                          |                 |
| 1993.  | 24. јануар 1993.   | Везоназ, Швајцарска                  | Комбинација     |
| 1994.  | 23. јануар 1994.   | Венген, Швајцарска                   | Супервелеслалом |
| 1995.  | 15. јануар 1995.   | Кицбил, Аустрија                     | Комбинација     |
| 1995.  | 22. јануар 1995.   | Венген, Швајцарска                   | Комбинација     |
| 1996.  | 21. јануар 1996.   | Везоназ, Швајцарска                  | Комбинација     |